# Sisco
Sisco (kors. Siscu) – miejscowość i gmina we Francji, w regionie Korsyka, w departamencie Górna Korsyka.
Według danych na rok 1990 gminę zamieszkiwało 616 osób, a gęstość zaludnienia wynosiła 25 osób/km².